# مسجد قاسم بلوط
مسجد قاسم بلوط (بالتركية: kazım bulut camii)‏ هو مسجد في تركيا في مدينة ألانيا في مقاطعة أنطاليا.